# Wright Axcess-Floline
Wright Axcess-Floline — одноэтажный автобус, выпускаемый производителем автобусов из Северной Ирландии Wrightbus с 1998 по 2001 год. Вытеснен с конвейера моделью Wright Solar. 

## История
Впервые автобус Wright Axcess-Floline был представлен в 1998 году. За его основу было взято шасси Scania L94. Внешне автобус напоминает Wright Liberator. Всего было произведено 276 экземпляров.